# Tiefenstruktur
Tiefenstruktur (englisch deep structure) ist in der generativen Transformationsgrammatik Noam Chomskys die Bezeichnung für die abstrakte syntaktische Basis eines Satzes oder Satzgliedes, welche die aus dem Lexikon projizierte Information sowie syntaktische Relationen zwischen den Lexikoneinheiten und den zusammengesetzten Phrasen enthält. Durch Transformationen wird daraus die Oberflächenstruktur (englisch surface structure) der Sätze generiert.
In der Frühzeit der generativen Syntax wurde das Oberflächen-Tiefenstruktur-Modell auch mit Chomskys und Fodors Vorstellung einer Universalgrammatik korreliert. Sie gingen davon aus, dass die vielfältigen Strukturen und Bedeutungen der sprachlichen Äußerungen in Zusammenhang mit einem Regelapparat stehen, der sowohl durch Umformungen die Sprachverwendung erzeugt als auch das Verstehen ermöglicht. Fodor bezeichnet die abstrakten Basisstrukturen als Sprache des Geistes und nimmt eine genetische Disposition an. Deshalb könne jeder Mensch über diese Sprachkompetenz verfügen. Chomskys Konzepte wurden in den Linguistics Wars kontrovers diskutiert und mehrmals variiert (Siehe Interpretative Semantik).
In späteren Theorievarianten Chomskys (etwa ab der Government-Binding-Theorie) wurde die Bedeutung der Tiefenstruktur eingeschränkt, und sie wurde nicht mehr als die alleinige Verbindungsstelle zur Bedeutung des Satzes angesehen.